# 科沃特 (密西西比州)
科沃特（英語：Cowart）是位於美國密西西比州塔拉哈奇縣的非建制地區。

## 地理
科沃特所處的海拔為高於海平面45米（即148英呎），而該地所採用的時區為UTC-6，即北美中部時區（CST）。同時該地設有夏令時間，為UTC-6調快一小時，即UTC-5（CDT）。